# Павловка (Присивашская сельская община)
Павловка — село в Присивашской сельской общине Каховского района Херсонской области Украины. Расположена в 21 км к юго-востоку от Чаплинки и в 33 км от ближайшей железнодорожной станции Каланчак. Население — 1 386 человек.
На территории Павловки находится центральная усадьба совхоза «Заповіти Леніна», за которым закреплено 5674 га сельскохозяйственных угодий, из них 5168 га пахотной земли, в том числе 3130 га орошаемой. Хозяйство специализируется на производстве шерсти, развиты также молочное животноводство, овощеводство. Выращиваются зерновые и кормовые культуры, подсолнечник. На территории села имеются средняя школа (25 учителей и около 100 учеников), консультационный пункт районной заочной средней школы, дом культуры с залом на 400 мест, библиотека с книжным фондом 15,5 тыс. томов, фельдшерско-акушерский пункт, детские ясли-сад на 95 мест, три магазина, комплексный приемный пункт райбыткомбината, отделение связи, сберкасса, АТС на 100 номеров, водопровод протяженностью 19 км.

## История
Село основано в 1869 г. Советская власть установлена в январе 1918 года. В том же году жители Нововладимировки братья В. Е. и И. Е. Гирские создали партизанский отряд, который вместе с партизанскими отрядами присивашских сел организовал самооборону от наскоков деникинских банд из Крыма. На фронтах Великой Отечественной войны сражались 236 жителей, 140 из них погибли, 95 — награждены орденами и медалями, Посуховский Афанасий Иванович за проявленный героизм в боях против фашистских оккупантов был удостоен участвовать в «Параде Победы» в Москве 24 июня 1945 года. В 1978 г. в честь погибших воинов-односельчан установлен памятник. Сооружен памятник майору И. С. Горохову, павшему в боях за освобождение села в 1943 году.
48 передовиков производства награждены орденами и медалями Союза ССР, в том числе орденом Ленина — тракторист Н. И. Лисевич, комбайнер П. А. Фальковский, орденом Октябрьской Революции — тракторист А. Г. Падолочный.
Вблизи Павловки исследованы курганы с погребениями эпохи бронзы (III—II тысячелетия до н. э.), скифского и сарматского времен, а также кочевников XI—XIII веков.